# Miguel Niño
Miguel Ángel Niño Corredor (* 25. Januar 1971 in Paipa) ist ein kolumbianischer Straßenradrennfahrer.
Miguel Niño gewann 1996 bei der Vuelta a Colombia sowohl die Punkte- als auch die Sprintwertung. In der Saison 2008 konnte er die Gesamtwertung des Clásica del Meta für sich entscheiden. 2010 wurde er unter anderem Etappenzweiter bei der Vuelta Ciclista Chiapas. 2011 fuhr er für das malaysische LeTua Cycling Team. Er wurde in diesem Jahr Zweiter beim Prolog der Azerbaïjan Tour und er konnte die vierte Etappe für sich entscheiden.

## Erfolge
2011
- eine Etappe Azerbaïjan Tour
- eine Etappe International Presidency Tour

## Teams
- 2008 Ebsa-Coordinadora
- 2009 Ebsa
- 2010 Ebsa
- 2011 LeTua Cycling Team
- 2012 Azad University Cross Team
- 2013 RTS-Santic Racing Team (bis 26. Juni)